# Maria Theresia von Österreich-Este (1773–1832)

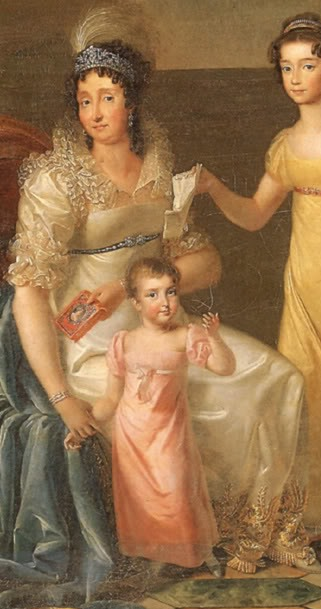
Maria Theresia von Österreich-Este, spätere Königin von Sardinien-Piemont

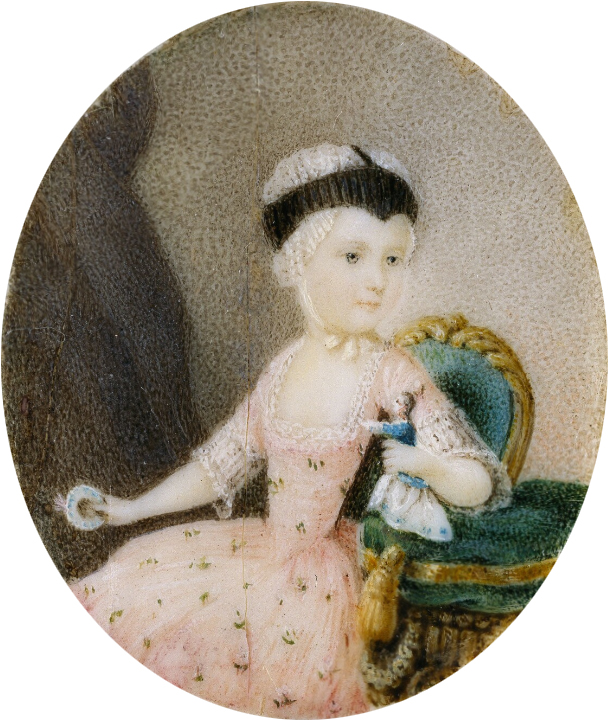
Maria Theresia von Österreich-Este; unbekannte Miniaturmalerei um 1775

Maria Theresia Josepha Johanna von Österreich-Este (* 1. November 1773 in Mailand; † 29. März 1832 in Turin) war von 1802 bis 1821 Königin von Sardinien-Piemont.

## Herkunft und Heirat
Maria Theresia war die Tochter des österreichischen Erzherzogs Ferdinand Karl Anton, Generalgouverneur der Lombardei und Sohn von Kaiserin Maria Theresia (nach der sie benannt wurde), und dessen Gemahlin Maria Beatrix d’Este, der Erbin des Herzogtums Modena.
Als 14-Jährige wurde Maria Theresia zur Gattin für den bereits 28-jährigen Prinzen Viktor Emanuel, den späteren König Viktor Emanuel I. von Sardinien-Piemont, bestimmt. Sie hatte bei der Brautwahl eine Reihe von Kriterien erfüllen müssen: So waren Informationen über Schönheit, Hautfarbe, Größe, Gesundheit, Zähne, Ausdruck, Charakter, Bildung, Manieren, Religion und Lebensführung der Prinzessin gesammelt worden. Wichtig war auch die Auskunft, ob sie bereits die Pocken überstanden hatte oder wenigstens dagegen geimpft worden war. Schließlich wurde ihr der Vorzug vor einer französischen Adeligen gegeben. Die Hochzeit fand am 29. Juni 1788 in Mailand per procuram und am 25. April 1789 in Novara tatsächlich statt, woraufhin Maria Theresia am nächsten Tag ihren feierlichen Einzug in Turin hielt.

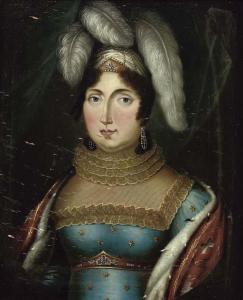

## Nachkommen
Maria Theresia gebar ihrem Gatten sieben Kinder:
- Maria Beatrice (1792–1840) ⚭ Franz IV. Herzog von Modena
- Maria Adelaide (* 1. Oktober 1794; † 9. März 1802), Prinzessin von Sardinien,[1]
- Karl Emanuel (* 3. November 1796; † 9. August 1799), Graf von Vercelli,
- Tochter (* 20. Dezember 1800; † 10. Januar 1801)[1]
- Maria Theresia (1803–1879) ⚭ Herzog Karl II. Ludwig von Parma und Lucca
- Maria Anna (1803–1884), Zwillingsschwester der Vorigen, ⚭  Ferdinand I. Kaiser von Österreich;
- Maria Christina (1812–1836) ⚭ Ferdinand II. König von Sizilien

Jedoch starb der einzige Sohn bereits im Alter von zwei Jahren an den Pocken. Da auch Viktor Emanuels Bruder und Nachfolger, Karl Felix, ohne Sohn blieb, starb das Geschlecht im Mannesstamm aus. Die zweitjüngste Tochter heiratete den epileptischen und debilen österreichischen Kaiser Ferdinand I., den sie aufopfernd pflegte.

## Königin von Sardinien-Piemont
Als die Truppen Napoleons 1798 ins Piemont eindrangen, musste sich die königliche Familie zunächst in die Toskana, dann nach Sardinien zurückziehen. Dort wurde Maria Theresia am 4. Juni 1802 Königin, nachdem ihr Schwager Karl Emanuel IV. zugunsten ihres Gatten abgedankt hatte. Die Redoute Marie-Thérèse ist nach ihr benannt.
Wegen des Verlusts des Piemonts blieb die Königsfamilie bis zum Sturz Napoleons auf Sardinien und begab sich erst 1814 wieder in die Residenzstadt Turin. Maria Theresia wurde anfangs begeistert empfangen, erregte aber bald die Unzufriedenheit ihrer Untertanen, da sie möglichst alle unter der vorangegangenen französischen Herrschaft veranlassten Maßnahmen rückgängig machen wollte. Außerdem behandelte sie die ehemaligen Diener Napoleons mit Verachtung. Dieses Verhalten trug vielleicht zum Ausbruch der Revolution von 1821 im Piemont bei. Insurgenten proklamierten damals eine neue Konstitution nach dem Vorbild der spanischen Verfassung. Während dieser Unruhen gehörte auch die Königin dem innersten Rat an. Sie war damit einverstanden, notfalls als Regentin zu fungieren. Doch der König legte bereits am 13. März 1821 die Krone zugunsten seines jüngeren Bruders Karl Felix nieder und reiste eilig nach Nizza ab, wohin Maria Theresia ihm folgte. Später wohnte sie mit ihrem Gemahl im Schloss von Moncalieri bei Turin.

## Witwenzeit und Tod
Viktor Emanuel starb am 10. Januar 1824 im Alter von 65 Jahren. Seine Witwe zog sich nach Genua zurück. Sie suchte den König, ihren Schwager Karl Felix, zur Abfassung eines Testaments zu bewegen, das den Herzog Franz IV. von Modena, den Gatten ihrer ältesten Tochter Maria Beatrice, zum Erben des Throns von Sardinien-Piemont eingesetzt hätte. Doch Karl Felix weigerte sich standhaft und beließ Karl-Albert, Prinzen von Carignan, als seinen Nachfolger. Aufgrund der dadurch aufgetretenen Spannungen blieb die Königinwitwe dem Hof lange fern und kam erst 1831 wieder nach Turin, als ihre Tochter Maria Anna den ungarischen König und nachmaligen Kaiser Ferdinand I. heiratete.
Im nächsten Jahr starb Maria Theresia ziemlich unerwartet und wurde an der Seite ihres Gatten in der Basilika di Superga in Turin beigesetzt.